# Swiss Open 1973
Het Zwitsers Open een golftoernooi dat in 1923 voor het eerst werd gespeeld en behoort tot de Europese PGA Tour sinds die in 1972 werd opgericht. In 1973 werd het gespeeld van 26-29 juli op de baan van de Golf Club Crans-sur-Sierre. Het prijzengeld was ongeveer € 24.000, waarvan de winnaar € 5.000 kreeg. Titelverdediger Graham Marsh eindigde op de 27ste plaats.
De par van de baan was 70.
Manuel Ballesteros scoorde in de eerste ronde 66 en dat zou de rest van de week het toernooirecord blijven. Daarna speelde hij drie keer boven par, zodat hij op de 30ste plaats eindigde. De cut was +8. Hugh Baiocchi, die in 1972 prof was geworden en nog nooit in Crans had gespeeld, won het Open met een score van 278 (-2), een groot verschil met de scores die in latere Opens werden gemaakt. José María Olazábal won bijvoorbeeld in 1986 met -26 en de Canadees Jerry Anderson in 1984 zelfs met -27. 

## Top 10
| Nr | Speler           | Score           | Score |
| -- | ---------------- | --------------- | ----- |
| 1  | Hugh Baiocchi    | 70-68-71-69=278 | -2    |
| T2 | Jack Newton      | 73-71-67-68=279 | -1    |
| T2 | Eddie Polland    | 71-70-70-68=279 | -1    |
| T4 | Dale Hayes       | 67-71-69-73=280 | par   |
| T4 | Tony Jacklin     | 70-67-70-73=280 | par   |
| T4 | David Jagger     | 72-70-70-68=280 | par   |
| 7  | Valentin Barrios | 68-69-72-72=281 | +1    |
| T8 | Nick Job         | 74-70-69-69=282 | +2    |
| T8 | Pietro Molteni   | 72-72-71-67=282 | +2    |
| T8 | Manuel Piñero    | 70-70-72-70-282 | +2    |
| T8 | Sam Torrance     | 69-72-74-67=282 | +2    |

Jan Dorrestein speelde drie rondes, Cees Dorrestein, Hans Lemmens, Philippe Toussaint en Marcel Vercruyce misten de eerste cut.
Vanaf 1972:
1972 · 
1973 · 
1974 · 
1975 · 
1976 · 
1977 · 
1978 · 
1979 · 
1980 · 
1981 · 
1982 ·   
1983 · 
1984 ·
1985 ·
1986 ·
1987 ·
1988 ·
1989 ·
1990 ·
1991 ·
1992 ·
1993 ·
1994 ·
1995 ·
1996 · 
1997 ·
1998 ·
1999 · 
2000 · 
2001 · 
2002 · 
2003 · 
2004 · 
2005 · 
2006 · 
2007 · 
2008 · 
2009 · 
2010 · 
2011 · 
2012 · 
2013 · 
2014
1972 ·
1973 ·
1974 ·
1975 ·
1976 ·
1977 ·
1978 ·
1979 ·
1980 ·
1981 ·
1982 ·
1983 ·
1984 ·
1985 ·
1986 ·
1987 ·
1988 ·
1989 ·
1990 ·
1991 ·
1992 ·
1993 ·
1994 ·
1995 ·
1996 ·
1997 ·
1998 ·
1999 ·
2000 ·
2001 ·
2002 ·
2003 ·
2004 ·
2005 ·
2006 ·
2007 ·
2008 ·
2009 ·
2010 ·
2011 ·
2012 ·
2013 ·
2014 ·
2015 ·
2016

## Links
- Volledige Uitslag